# تشرتشرا
تشرتشرا (بالفارسية: چرچرا) هي مستوطنة تقع في تشارواماق الشرقية الريفية في إيران. يقدر عدد سكانها بـ 122 نسمة .